# Omezení rychlosti na pozemních komunikacích

Mapa rychlostních limitů v jednotlivých státech (kulaté značky označují kilometry za hodinu a obdélníkové značky označují míle za hodinu)

Jednotky rychlostního limitu na dopravních značkách po celém světě:
Kilometry za hodinu (km/h)
Míle za hodinu (mph)
Obě
Žádné jednotky rychlostního limitu

Omezení rychlosti nebo rychlostní limit je závazná mezní hodnota rychlosti, která nesmí být překročena. Vztahuje se ke konkrétnímu druhu vozidla nebo ke konkrétnímu druhu silnice. Může být definován obecně zákonem, lokální omezení rychlosti je označeno na místě samém dopravními značkami.
Rychlostní limity jsou určeny především na ochranu samotných účastníků silničního provozu. Pro jejich zavedení hovoří dále například ekologické důvody – s rostoucí rychlostí se zvyšuje spotřeba pohonných hmot a tím i emise škodlivin – a také hlučnost, která s rostoucí rychlostí stoupá. Od roku 2022 mají mít nová vozidla v EU systém automatického dodržování maximální povolené rychlosti. Optimální rychlost s nejnižší spotřebou paliva (nejmenšími emisemi) na ujetí dané vzdálenosti je okolo 60 km/h. Tudíž i nízké limity rychlosti jsou ekologicky nevhodné. Například limit rychlosti maximálně 30 km/h emisně odpovídá minimální rychlosti 100 km/h.

## Situace v Česku
V Česku platí omezení nejvyšší povolené rychlosti od 1. října 1997, kdy byl snížen rychlostní limit v obci (ze 60 km/h na 50 km/h) a na dálnicích zvýšen ze 110 km/h na 130 km/h. Od 1. ledna 2001 jsou maximální rychlosti stanoveny zákonem č. 361/2000 Sb., hodnoty zůstaly stejné jako u předchozího právního předpisu.
Legislativně je novelou č. 271/2023 Sb. povoleno zvýšit nejvyšší povolenou rychlost na až 150 km/h na vybraných úsecích dálnic, první takový úsek by měl být na dálnici D3 mezi Táborem a Českými Budějovicemi.

## Země bez omezené rychlosti

### Evropa

Téměř ve všech zemích Evropy existují rychlostní limity pro všechny druhy silnic a motorových vozidel; některé z limitů (např. 90 km/h v Česku) se nevztahují na nemotorová vozidla.[zdroj?] Nejznámějším příkladem neomezené rychlosti jsou německé dálnice, kde existuje pouze doporučená rychlost 130 km/h. Nicméně zhruba na třetině jejich celkové délky existuje omezení rychlosti dané místním dopravním značením.
Dalším případem země bez rychlostních limitů je Ostrov Man, kde neplatí žádná omezení pro žádný druh vozidla ani žádný druh silnice.

### Svět
Rychlostní limity dnes neexistují ve státech Afghánistán, Bhútán, Haiti, Libanon, Myanmar, Nepál, Severní Korea, Somálsko, Vanuatu a v indickém státě Uttarpradéš. V některých z těchto států jsou ale poměrně častá místní omezení rychlosti.

## Rychlostní limity pro osobní automobily podle států
Toto je tabulka rychlostních limitů pro osobní automobily, které jsou platné v uvedených státech na silnicích a dálnicích. Všechny rychlostní limity jsou uvedené v km/h.

### Evropa
| Vlajka | Stát (Země)         | Obec | Mimoobec | Rychlostní silnice (v ČR silnice pro motorová vozidla) | Dálnice         |
| ------ | ------------------- | ---- | -------- | ------------------------------------------------------ | --------------- |
| Vlajka | Stát (Země)         |      |          |                                                        |                 |
|        | Alandy              | 50   | 70       | 90                                                     |                 |
|        | Albánie             | 40   | 80       | 90                                                     | 110             |
|        | Andorra             | 40   | 70       |                                                        |                 |
|        | Ázerbájdžán         | 60   | 90       |                                                        | 110             |
|        | Belgie              | 50   | 90/120   | 90/120                                                 | 120             |
|        | Bělorusko           | 60   | 90       |                                                        | 120             |
|        | Bosna a Hercegovina | 60   | 80       | 100                                                    | 130             |
|        | Bulharsko           | 50   | 90       | 90                                                     | 140             |
|        | Černá Hora          | 50   | 80       |                                                        |                 |
|        | Česko               | 50   | 90       | 110 (v obci 80)                                        | 130 (v obci 80) |
|        | Dánsko              | 50   | 80       | 80                                                     | 130             |
|        | Estonsko            | 50   | 90       | 110                                                    |                 |
|        | Faerské ostrovy     | 50   | 80       |                                                        |                 |
|        | Finsko              | 50   | 80       | 80                                                     | 100/120         |
|        | Francie             | 50   | 80       | 110                                                    | 130             |
|        | Grónsko             | 50   | 80       |                                                        |                 |
|        | Gruzie              | 60   | 90       | 100                                                    |                 |
|        | Chorvatsko          | 50   | 90       | 110                                                    | 130             |
|        | Irsko               | 50   | 80       | 100                                                    | 120             |
|        | Island              | 50   | 90       |                                                        |                 |
|        | Itálie              | 50   | 90       | 110                                                    | 130             |
|        | Kypr                | 50   | 80       |                                                        | 110             |
|        | Lichtenštejnsko     | 50   | 80       |                                                        |                 |
|        | Litva               | 50   | 90       | 110                                                    | 130             |
|        | Lotyšsko            | 50   | 90       | 90                                                     |                 |
|        | Lucembursko         | 50   | 90       |                                                        | 130             |
|        | Maďarsko            | 50   | 90       | 110                                                    | 130             |
|        | Malta               | 50   | 80       |                                                        |                 |
|        | Moldavsko           | 60   | 90       |                                                        |                 |
|        | Monako              | 50   |          |                                                        |                 |
|        | Německo             | 50   | 100      | [ p 7 ]                                                | [ p 7 ]         |
|        | Nizozemsko          | 50   | 80       | 100                                                    | 130             |
|        | Norsko              | 50   | 80       | 90                                                     | 100             |
|        | Ostrov Man          | 48   |          |                                                        |                 |
|        | Polsko              | 50   | 90       | 120                                                    | 140             |
|        | Portugalsko         | 50   | 90       | 100                                                    | 120             |
|        | Rakousko            | 50   | 100      | 110                                                    | 130             |
|        | Rumunsko            | 50   | 100      | 100                                                    | 130             |
|        | Rusko               | 60   | 90       | 100                                                    | 110             |
|        | Řecko               | 50   | 90       | 110                                                    | 130             |
|        | San Marino          | 50   | 90       | 110                                                    |                 |
|        | Severní Makedonie   | 60   | 80       | 100                                                    | 120             |
|        | Slovensko           | 50   | 90       | 130                                                    | 130             |
|        | Slovinsko           | 50   | 90       | 100                                                    | 130             |
|        | Spojené království  | 48   | 96       | 112                                                    | 112             |
|        | Srbsko              | 50   | 80       | 100                                                    | 120             |
|        | Španělsko           | 50   | 90       | 100                                                    | 120             |
|        | Švédsko             | 50   | 70       |                                                        | 110             |
|        | Švýcarsko           | 50   | 80       | 100                                                    | 120             |
|        | Turecko             | 50   | 90       |                                                        | 120             |
|        | Ukrajina            | 60   | 90       | 110                                                    | 130             |
|        | Vatikán             | 30   |          |                                                        |                 |

Poznámky
1. ↑  Na vybraných úsecích možno povolit až 130 km/h.
2. ↑  Na vybraných úsecích možno povolit až 150 km/h.
3. 1 2  Často v létě značkou povolena rychlost vyšší, obvykle 100 km/h.
4. ↑  V zimním období 100 km/h, zhruba od dubna do října 120 km/h.
5. ↑  Na nezpevněných silnicích: 80 km/h.
6. ↑  Za deště: 110 km/h
7. 1 2  Mimo město na směrově nedělené komunikaci 100 km/h a na směrově dělené doporučených 130 km/h.
8. ↑  Neexistují žádné rychlostní limity.
9. ↑  Na dvouproudové silnici: 100 km/h.
10. ↑  Při špatných povětrnostních podmínkách na dálnici A1: 80 km/h.
11. ↑  Přepočet z mph (míle za hodinu): 30 – 60 – 70 – 70.

## Galerie

Albánie
Bosna a Hercegovina
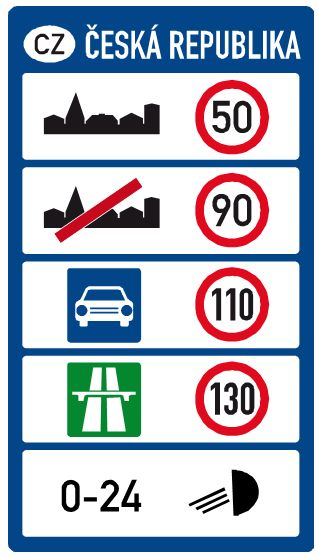
Česko
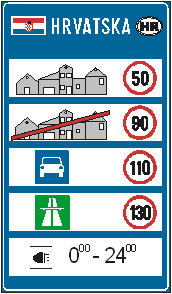
Chorvatsko
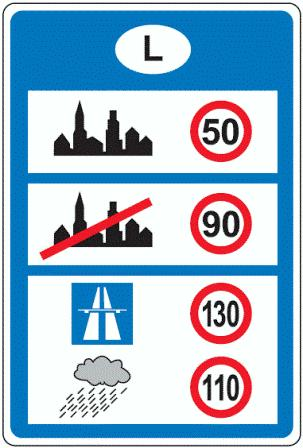
Lucembursko
Německo
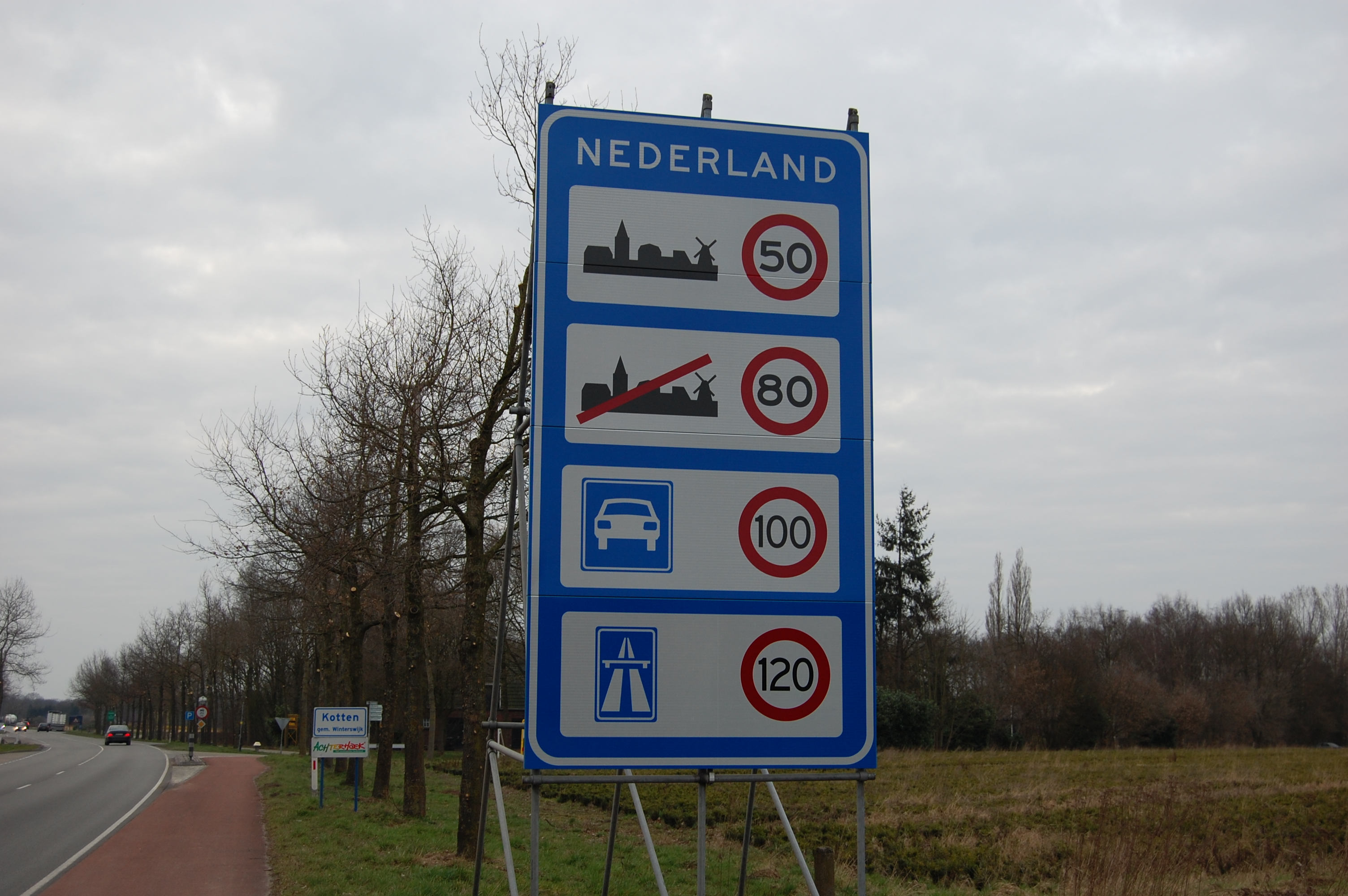
Nizozemí
Polsko
Rakousko
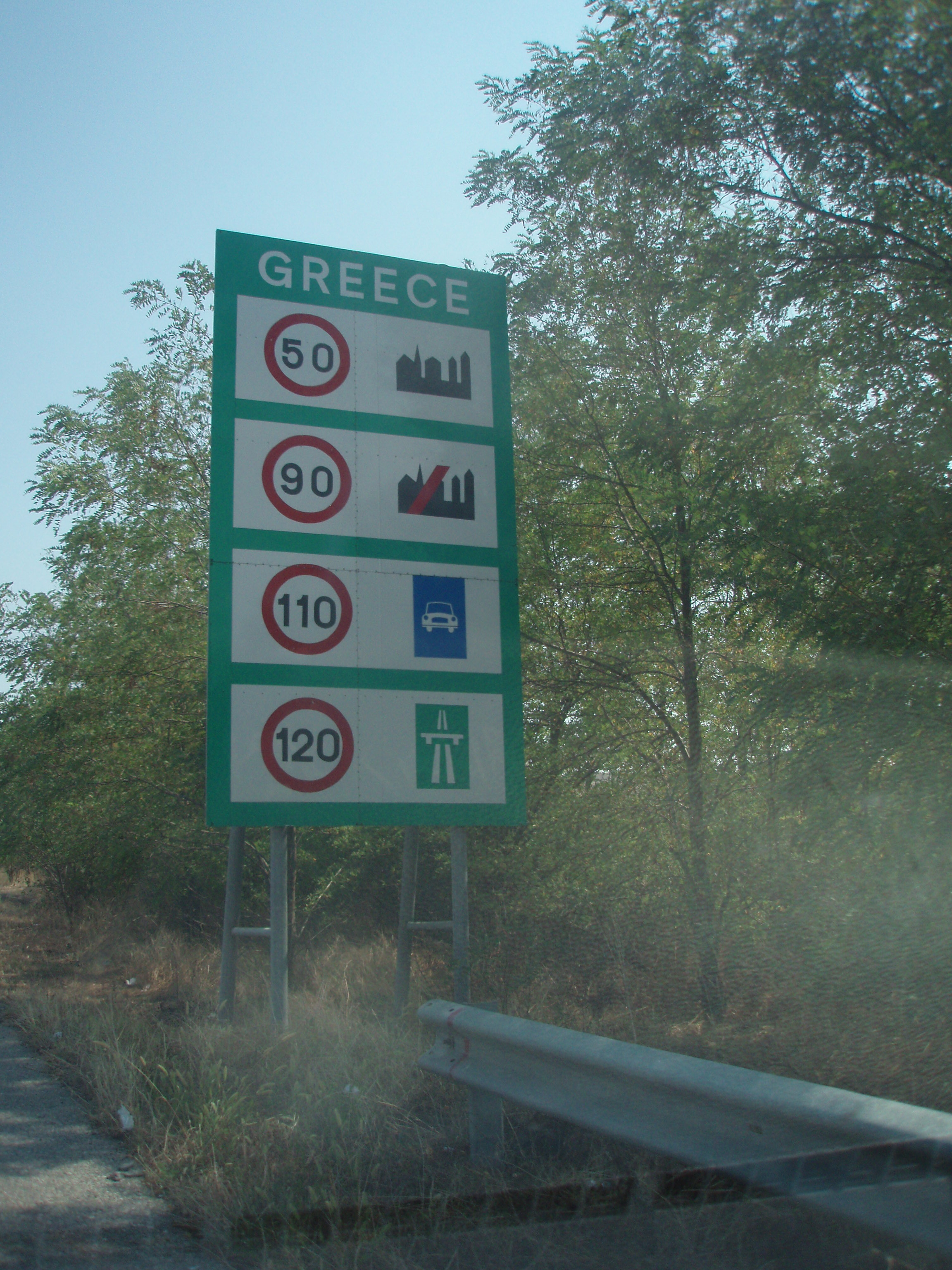
Řecko
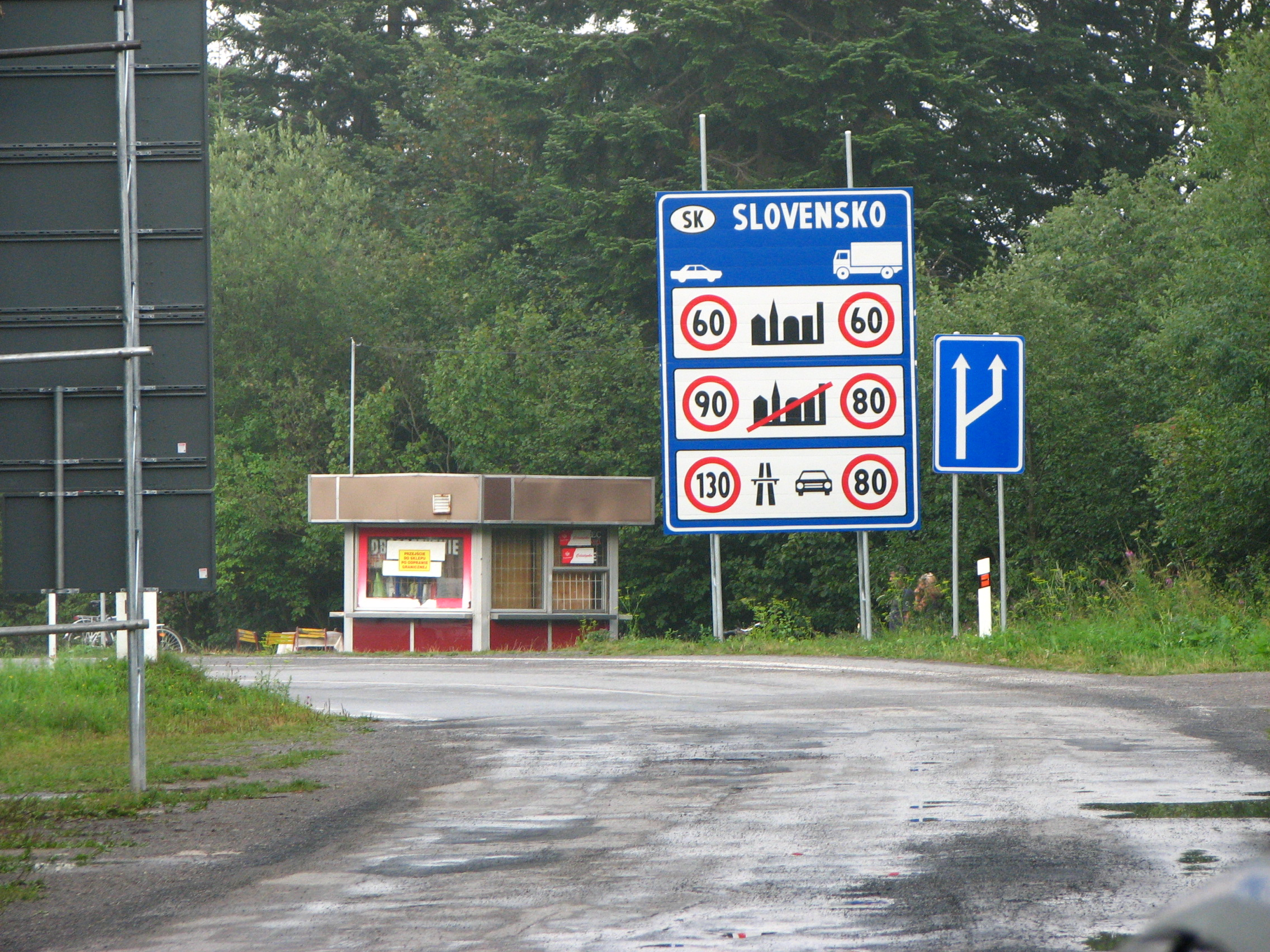
Slovensko (před 1. lednem 2009, limit v obci 60 km/h)
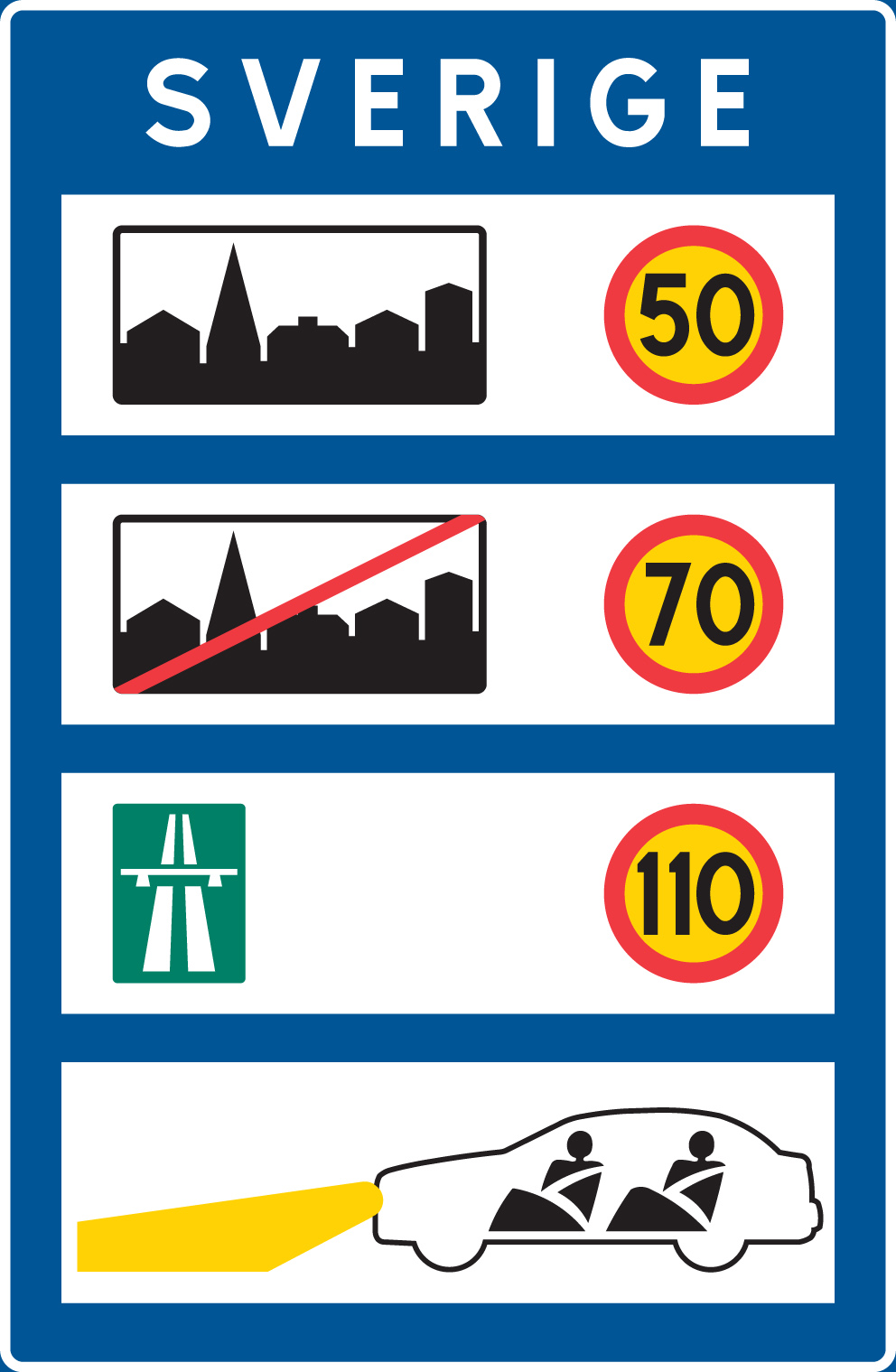
Švédsko